# Nebula
I Nebula sono un gruppo stoner rock/rock psichedelico statunitense, formato nel 1997 da Eddie Glass (chitarra) e Ruben Romano (batteria) dopo aver lasciato il gruppo Fu Manchu. Al basso si aggiunse Mark Abshire fino alla pubblicazione dell'album Atomic Ritual del 2003. Abshire venne quindi sostituito da Simon Moon prima, ed alla fine da Tom Davies. 
Il loro brano So It Goes è stato inserito nella colonna sonora del gioco Tony Hawk's Underground.

## Formazione

### Formazione attuale
- Eddie Glass - voce, chitarra
- Michael Amster - batteria

### Ex componenti
- Ruben Romano - batteria
- Mark Abshire - basso
- Isaiah Mitchell - basso
- Dennis Wilson - basso
- Simon Moon - basso
- Rob Oswald - batteria
- Adam Kriney - batteria
- Jimmy Sweet - batteria
- Tom Davies - basso[1]
- Ranch Sironi - basso[2]

## Discografia

### Album in studio
- 1999 - To the Center
- 2001 - Charged
- 2003 - Atomic Ritual
- 2006 - Apollo
- 2019 - Holy Shit
- 2020 - Nebula

### EP
- 1998 - Let It Burn
- 1999 - Sun Creature
- 2002 - Dos EPs
- 2008 - Heavy Psych EP

### Split
- 1999 - Nebula/Lowrider (con i Lowrider)